# 17407 Teige
17407 Teige è un asteroide della fascia principale. Scoperto nel 1987, presenta un'orbita caratterizzata da un semiasse maggiore pari a 2,6632679 UA e da un'eccentricità di 0,2699792, inclinata di 9,14176° rispetto all'eclittica.